# مارکفیلد
مارکفیلد (به انگلیسی: Markfield) یک روستا و محله مدنی در بریتانیا است که در Hinckley and Bosworth واقع شده‌است. مارکفیلد ۵٬۶۸۱ نفر جمعیت دارد.